# کوه گرین (واشنگتن)
کوه گرین (به انگلیسی: Green Mountain) یک کوه در ایالات متحده آمریکا است که در شهرستان اسنوهومیش (واشینگتن) واقع شده‌است. کوه گرین ۱٬۹۵۰٫۱۳ متر بالاتر از سطح دریا واقع شده‌است.